# シモン・チェンバレン
シモン・チェンバレン（Simon Chamberlain, 1985年6月17日 - ）は、カナダのプロスノーボーダー。
ホームマウンテンはカナダのウィスラー。
本格的に大会に参加したのは、2003年度（当時17歳）からでジブ界最高の符号NIXON JIB FESTに参加し、優勝をおさめる。
その後も多くの大会で上位入賞を果たし、J.P.ウォーカー、ジェレミー・ジョーンズなどと並ぶジブ・マスターの一人に数えられるようになった。
そのゆったりとしたトリックを行う特徴あるスタイルは、多くのスノーボーダーを唸らせた。

## エピソード
幼少の頃から、自宅の裏庭に3種類のレールが設置してあり、学校から帰ると夜中まで練習に明け暮れた。
憧れのプロスノーボーダーはジェレミー・ジョーンズとJ. P. ウォーカー。
好きなスノーボードビデオはマックダウプロダクションズのDECADE。
兄弟で始めたアパレル・ブランドであるNomisはシモンの人気と共に世界に広がり、現在は25ヵ国で販売されている。
ブランド名は、自身の名前Simonを逆さにしただけ。ある日、三兄弟はたまたま自分たちの名前を逆さにして遊んでいたら、シモンの名前を逆さにした名前が最もピンと来たので、そのようにした。
熱心なクリスチャンとしても有名。